# ベルリン＝ポツダム鉄道 (メンツェル)
『ベルリン＝ポツダム鉄道』（ベルリン＝ポツダムてつどう、ドイツ語: Die Berlin-Potsdamer Bahn）は、ドイツの画家、アドルフ・フォン・メンツェル（1815-1905）が、1847年に描いた油絵である。1838年に開通したベルリン＝ポツダム鉄道のベルリンの市中心部から南西の区間を走る蒸気機関車が描かれている。ドイツで、風景の中に鉄道列車が描かれた最初の絵画であるとされる。1899年からベルリンの旧国立美術館に収蔵されている。

## 概要
描かれている場所は現在のベルリン地下鉄のグライスドライエック駅（U-Bahnhof Gleisdreieck）付近で、湾曲した線路を走る機関車が手前に描かれている。この地域は当時ベルリンの大規模拡張用地として指定されていたが、まだ未開発で、放置された農地は荒れ地のようになっていた。何本かの大木の向こうに、ベルリンのジャンダルメンマルクト付近が描かれていて、ドイツ・ドーム（Deutscher Dom）とフランス・ドーム（Französischer Dom）のシルエットが小さく見えている。アドルフ・メンツェルには、ポツダムの軍医のヴィルヘルム・プルマンという友人がいて、しばしばこの鉄道に乗ってポツダムを訪れていた。産業革命を経て画家たちは新しい題材として、蒸気機関車や大規模な工場を取り上げるようになっていた。この作品が描かれた3年前の1844年にイギリスの画家、ジョゼフ・マロード・ウィリアム・ターナーが、テームズ川に架かる鉄道橋の上を疾走する機関車を描いた作品『雨、蒸気、速度――グレート・ウェスタン鉄道』を発表している。アドルフ・フォン・メンツェルには、熱した鋼を圧延する工場の様子を描いた作品も描いた。この作品が描かれた年にカール・エドゥアルト・ビールマンは排煙をあげる機会工場のある風景を描いた。
『ベルリン＝ポツダム鉄道』は友人のヴィルヘルム・プルマンに贈られ、プルマンの没後、ブレーメンの収集家の所有となり、その後、ベルリンの画商に購入され、旧国立美術館の館長フーゴ・フォン・チューディ（Hugo von Tschudi: 1851 – 1911)がこの作品を1899年に美術館のために購入した。

## この時代の新しい題材を描いた作品

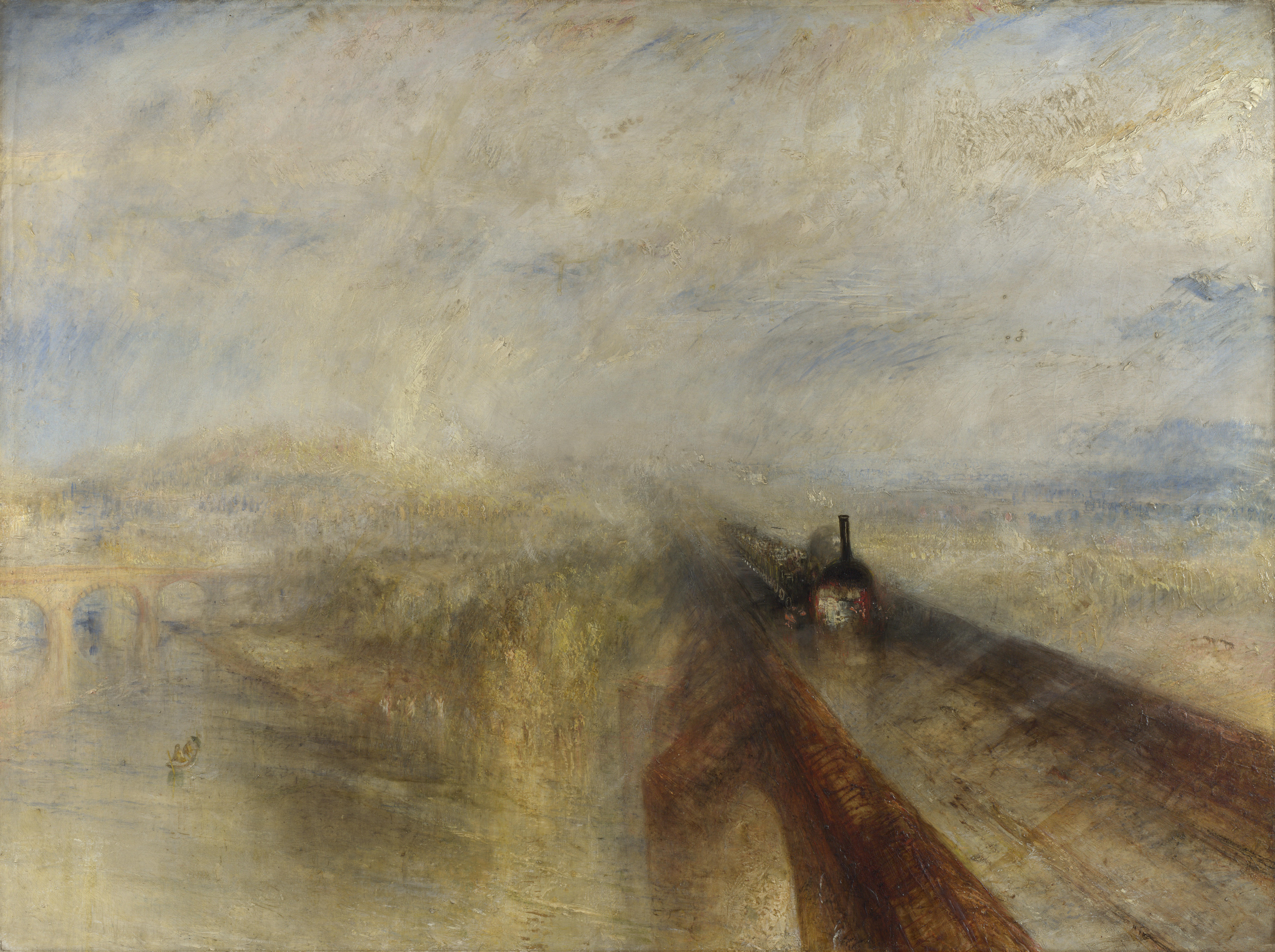
J.M.W.ターナ 『雨、蒸気、速度――グレート・ウェスタン鉄道』
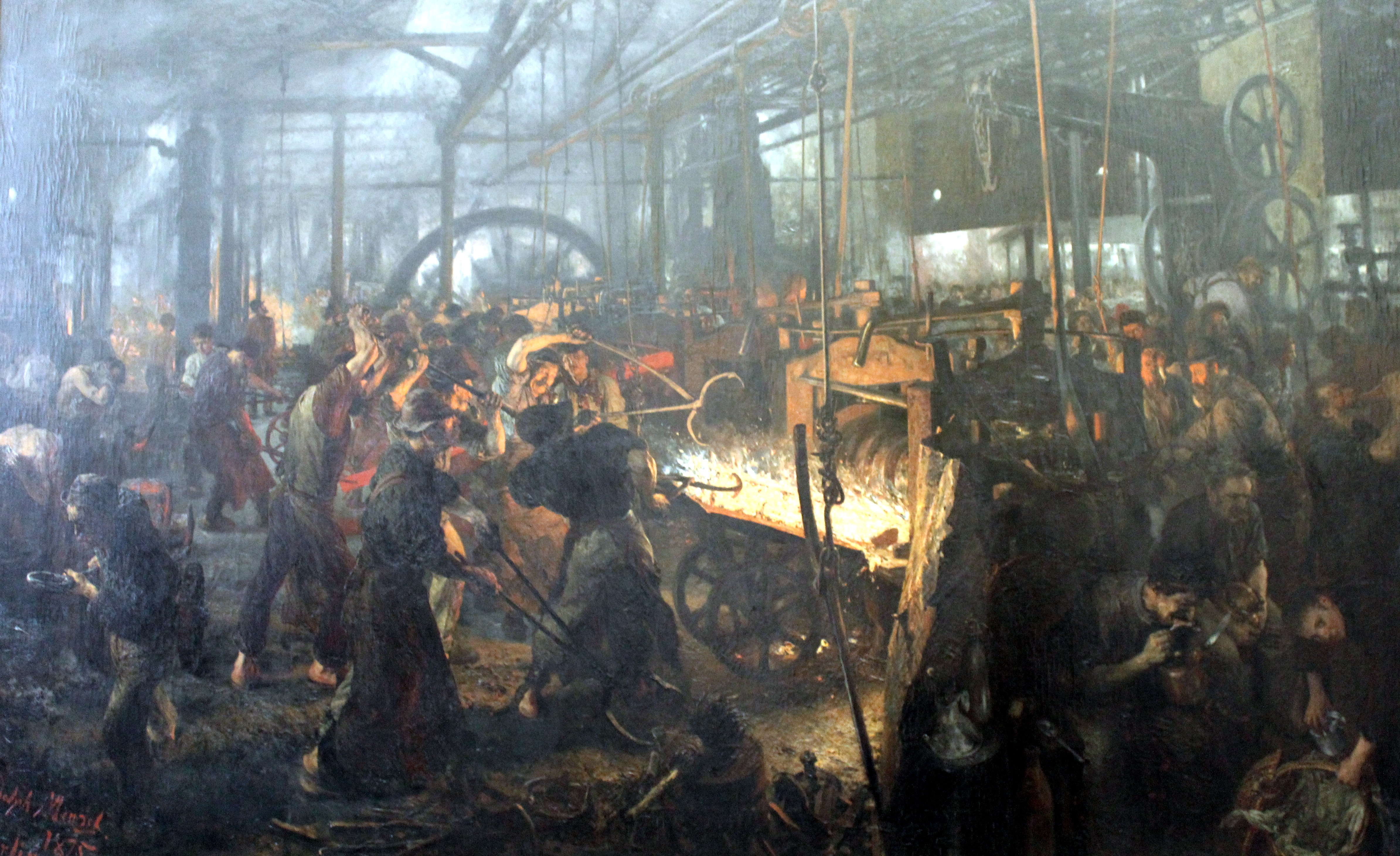
アドルフ・フォン・メンツェル 『鉄板の圧延工程』
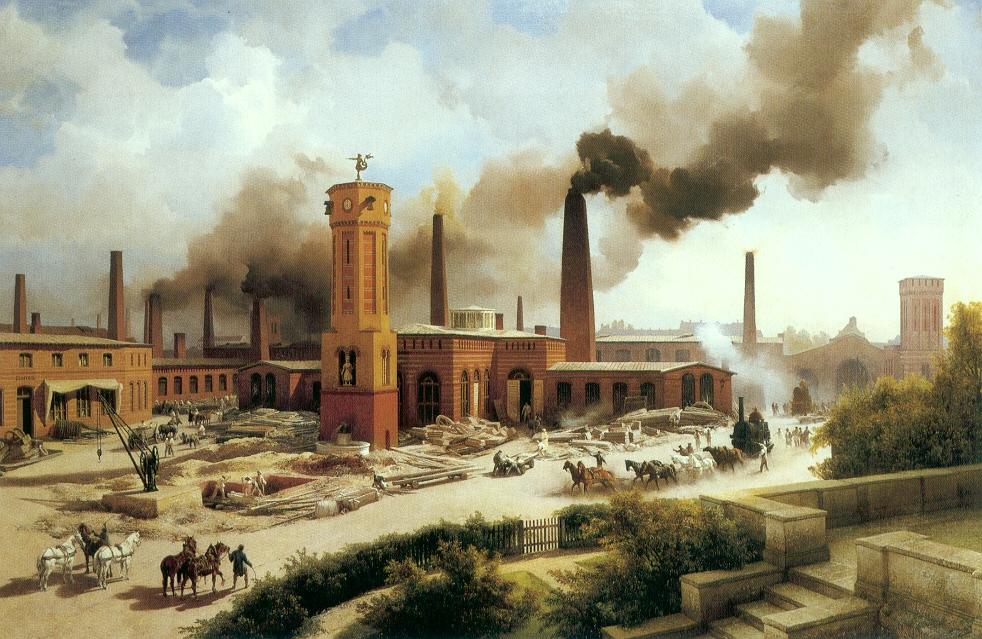
カール・エドゥアルト・ビールマン 『1847年のボルジッヒの機械工場』(1847)